# 103-й отдельный танковый батальон
103-й отдельный танковый батальон — воинская часть Вооруженных Сил СССР в Великой Отечественной войне. Надо иметь в виду, что одноимённый батальон принимал участие в походе РККА в Польшу, он не имеет отношения к названному батальону.

## История
Батальон сформирован в августе 1941 года
В действующей армии с 10 сентября 1941 года по 2 февраля 1943 года.
Вступил в бои во второй декаде сентября 1941 года в районе западнее Осташкова. Затем c октября 1941 года дислоцируется в районе Старая Русса — Лычково. Принимает участие в Демянской наступательной операции, наступая на Старую Руссу с северо-востока. Находится на северном фланге рамушевского коридора первую половину 1943 года, во второй половине — на южном фланге.
2 февраля 1943 года обращён на формирование 226-го отдельного танкового полка.
В современности, через несколько переформирований, преемником батальона является 114-я гвардейская Ченстоховская орденов Кутузова, Богдана Хмельницкого и Красной Звезды школа по подготовке прапорщиков Вооружённых Сил Республики Беларусь, дислоцирующаяся в Борисове.

## Подчинение
| Дата            | Фронт (округ)         | Армия             | Корпус | Дивизия | Примечания |
| --------------- | --------------------- | ----------------- | ------ | ------- | ---------- |
| 01.09.1941 года | -                     | -                 | -      | -       | нет данных |
| 01.10.1941 года | Северо-Западный фронт | 34-я армия        | -      | -       | -          |
| 01.11.1941 года | Северо-Западный фронт | 11-я армия        | -      | -       | -          |
| 01.12.1941 года | Северо-Западный фронт | 11-я армия        | -      | -       | -          |
| 01.01.1942 года | Северо-Западный фронт | 11-я армия        | -      | -       | -          |
| 01.02.1942 года | Северо-Западный фронт | 11-я армия        | -      | -       | -          |
| 01.03.1942 года | Северо-Западный фронт | 11-я армия        | -      | -       | -          |
| 01.04.1942 года | Северо-Западный фронт | 11-я армия        | -      | -       | -          |
| 01.05.1942 года | Северо-Западный фронт | -                 | -      | -       | -          |
| 01.06.1942 года | Северо-Западный фронт | -                 | -      | -       | -          |
| 01.07.1942 года | Северо-Западный фронт | 1-я ударная армия | -      | -       | -          |
| 01.08.1942 года | Северо-Западный фронт | 1-я ударная армия | -      | -       | -          |
| 01.09.1942 года | Северо-Западный фронт | 1-я ударная армия | -      | -       | -          |
| 01.10.1942 года | Северо-Западный фронт | 1-я ударная армия | -      | -       | -          |
| 01.11.1942 года | Северо-Западный фронт | 1-я ударная армия | -      | -       | -          |
| 01.12.1942 года | Северо-Западный фронт | 1-я ударная армия | -      | -       | -          |
| 01.01.1942 года | Северо-Западный фронт | 1-я ударная армия | -      | -       | -          |
| 01.02.1942 года | Северо-Западный фронт | 1-я ударная армия | -      | -       | -          |

## Отличившиеся воины
| Награда | Ф. И. О.                    | Должность                 | Звание    | Дата награждения | Примечания |
| ------- | --------------------------- | ------------------------- | --------- | ---------------- | ---------- |
|         | Найдин, Григорий Николаевич | Командир танкового взвода | лейтенант | 3 июня 1944      |            |